# Mitu tomentosum
Mitu tomentosum е вид птица от семейство Cracidae. Видът е почти застрашен от изчезване.

## Разпространение
Видът е разпространен в Бразилия, Венецуела, Гвиана и Колумбия.